# Условие
Усло́вие — категория философии, обозначающая отношение предмета к окружающей действительности, явлениям объективной реальности, а также относительно себя и своего внутреннего мира. Предмет выступает как некое обусловленное, а условие — как относительно внешнее предмету многообразие объективного мира.
Условие следует отличать от понятия причины, так как в отличие от причины, непосредственно порождающей то или иное явление или процесс, условие составляет ту среду, в которой последние возникают, существуют и развиваются.